# Mas del Lledoner
El mas del Lledoner, Lladoner o de Sant Francesc es una masía española perteneciente al municipio de Valirana, decladara como bien de interés local el 9 de julio de 1987. Es probablemente la masía del municipio más antigua aún conservada, además de ser la masía más antigua documentada y con una amplia documentación.

## Descripción
Conjunto de edificios de origen medieval con cerca cerrada, al que se accede desde la carretera. El edificio principal presenta una planta rectangular, dividida en 3 pisos con teja árabe a dos aguas. La fachada principal tiene dos arcos de medio punto. La entrada está formada por un arco de medio punto, sobre esta hay una ventana centrada a la fachada que destaca por ser de estilo renacentista. En el extremo de la fachada hay un reloj de sol en bastante mal estado. Hoy en día la masía sigue en la propiedad de los Romagosa.

### Capilla de San Francisco
Capilla dedicada a San Francisco, construida el año 1558 por Bernat Romagosa. Esta se encuentra frente al edificio pricnipal y dentro del patio. Cuenta la leyenda que el santo durmió en esta masía cuando esta era hostal.

## Historia
La primera documentación conservada de la masía es de un pergamino de la familia Romagosa, de 1275. En 1533, en el primer fogaje de Vallirana, aparece documentada; tiempo después también lo hace en el cabreo de 1590. En el siglo XVIII aparece mencionada en dos documentos, en 1735 sobre un recuento de casas del hospital de Olesa, y en el catastro de 1749. Durante la guerra de independencia española la masía y capilla quedaron muy afectadas, en 1828 aún no se había terminado la reconstrucción de la capilla.